# Aquin (arrondissement)
Aquin (em crioulo, Aken), é um arrondissement do Haiti, situado no departamento do Sul. De acordo com o censo de 2003, Aquin tem uma população total de 192.166 habitantes.

## Comunas
O arrondissement de Aquin é composto por 3 comunas.
- Aquin
- Cavaellon
- Saint-Louis du Sud